# Vanessa Maranha
Vanessa de Oliveira Maranha Coelho (São Caetano do Sul, 1972) é uma psicóloga e escritora brasileira.

## Biografia
Pós- graduada em Psicanálise Lacaniana, ministra cursos para desenvolvimento humano e também oficinas literárias. Colaborou com os jornais Comércio de Franca e Jornal do Brasil e com a revista Pessoa. Seu primeiro romance, Contagem regressiva, foi finalista do Prêmio São Paulo de Literatura de 2015 na categoria autor estreante com mais de 40 anos. Seu segundo romance intitula-se ‘Começa em Mar’, publicado pela Editora Penalux em 2017, recebeu menção honrosa do Prêmio Governo de Minas Gerais de Literatura e foi finalista ao Prêmio Guarulhos de Literatura 2018. Integrou várias antologias de contos, entre elas Mais 30 mulheres que estão fazendo a nova literatura brasileira (Record, 2007), organizada por Luiz Ruffato. Em 2001 foi finalista ao Prêmio Guimarães Rosa; em 2004, venceu seleção de contos da Universidade Federal de São João del-Rei. Foi selecionada para as oficinas da Flip em 2010 (Jornalismo Literário), 2012 (Crítica Literária) e 2016 (Shakespeare). 
Em 2012 venceu o Prêmio Off Flip; no ano seguinte, o Prêmio Ufes de Literatura com o livro Quando não somos mais (Edufes, 2014) e o Prêmio Barueri de Literatura com Oitocentos e sete dias (Multifoco, 2012).  Em 2016 lançou o livro de contos Pássara, pela Patuá.
Em 2020 recebeu o Prêmio UFES de Literatura, da Universidade Federal do Espírito Santo pelo romance “A filha de Mrs.Dalloway”, que em 2018 fora selecionado pelo Pitching da Amazon e ficara finalista ao Prêmio 100 anos da Semana de Arte Moderna do então Ministério da Cultura.

## Obras
- 1995 - Coisas da Vida (Ateniense)
- 2003 - Cadernos Vermelhos (Fragmentos)
- 2012 - Oitocentos e Sete Dias (Editora Multifoco) - Prêmio Barueri de Literatura 2013/2014
- 2014 - Contagem Regressiva (Selo Off Flip)
- 2014 - Quando Não Somos Mais (Editora da Universidade Federal do Espírito Santo) - Prêmio UFES de Literatura 2012
- 2016 - Pássara (Patuá)[5]

- 2017 - Começa em Mar, romance, Editora Penalux. Menção Honrosa Prêmio Governo de Minas Gerais de Literatura e Finalista Prêmio Guarulhos de Literatura 2018.
- 2020 - A Filha de Mrs. Dalloway, romance, Edufes, vencedor no Prêmio UFES de Literatura, da Universidade Federal do Espírito Santo.